# Isabelle Jänchen

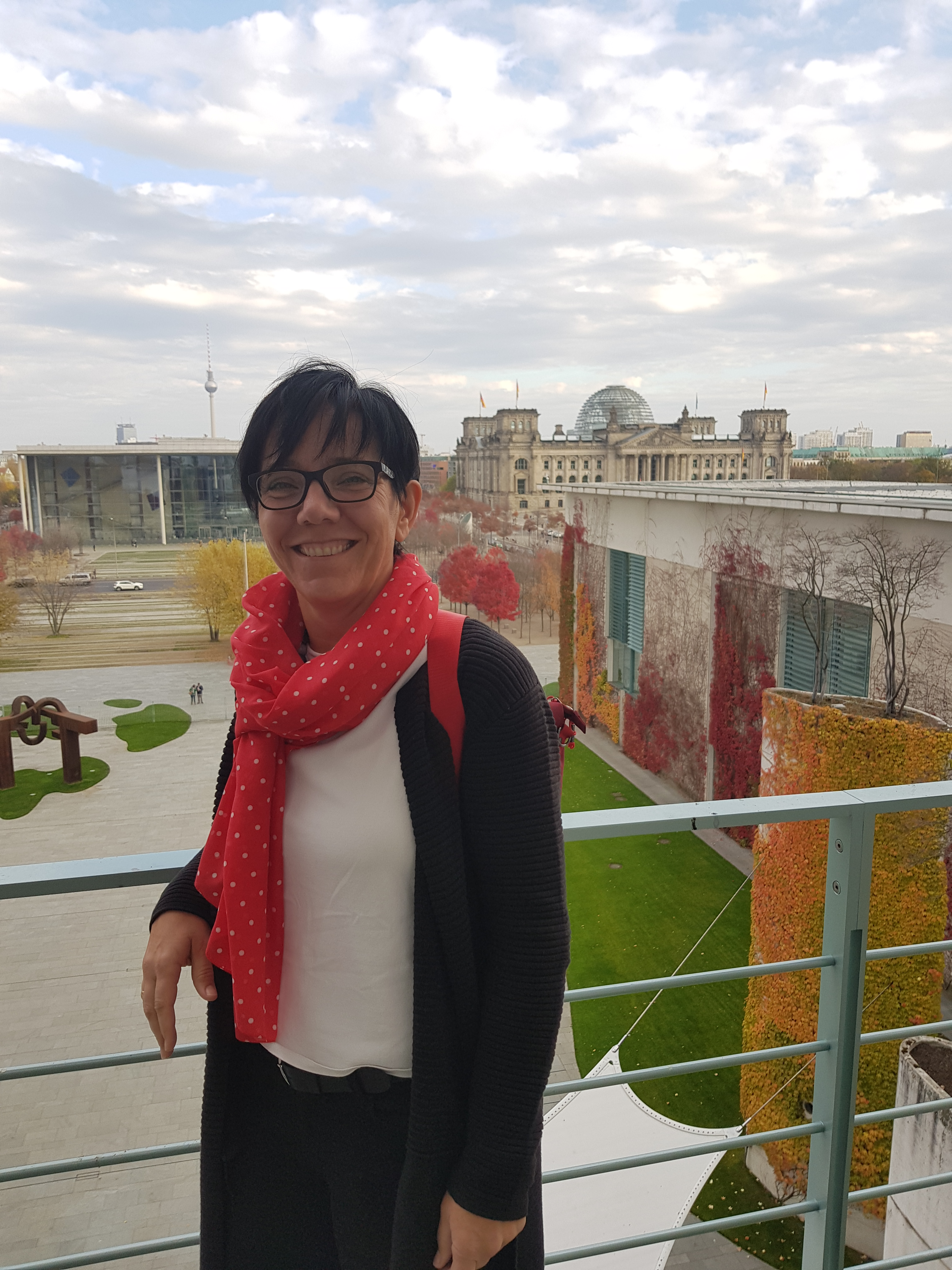
Isabelle Jänchen (2018)

Isabelle Jänchen (* 9. Juli 1970 in München) ist eine deutsche Wirtschaftswissenschaftlerin und seit 2010 Professorin für Öffentliche Finanzen und Volkswirtschaftslehre an der Hochschule Meißen (FH) und Fortbildungszentrum.

## Leben
Nach dem Studium der Volkswirtschaftslehre an der Universität Heidelberg arbeitete sie als wissenschaftliche Mitarbeiterin von Ulrich Blum und Armin Töpfer an der Technischen Universität Dresden im Rahmen des DIN-Forschungsprojekts Gesamtwirtschaftlicher Nutzen der Normung. Im Jahre 2008 promovierte sie bei Ulrich Blum zum Thema Normungsstrategien für Unternehmer. Anschließend hatte Jänchen an der Brandenburgischen Technischen Universität Cottbus-Senftenberg von 2008 bis 2010 eine Gastprofessur für Finanzwissenschaften und Wirtschaftspolitik inne.
Seit 2009 arbeitet Jänchen vor allem im Bereich des kommunalen Haushalts- und Rechnungswesens. Sie arbeitete unter anderem an der Ausarbeitung eines einheitlichen kommunalen Kennzahlensystems für Sachsen mit. An der Hochschule Meißen (FH) und Fortbildungszentrum leitet sie den Studiengang Master of Public Governance (M. Sc.).
Im Jahr 2019 belegte Jänchen im F.A.Z.-Ökonomenranking im Bereich Politik Platz 27.

## Privat
Isabelle Jänchen ist verheiratet und hat zwei Kinder. Sie lebt mit ihrem Ehemann in Dresden.

## Auszeichnungen
- DIN-Preis „Nutzen der Normung“ 2003[7] des Deutschen Instituts für Normung für „Nutzen von genormten Kindersicherungssystemen im Pkw nach den Normen der Reihe ISO 13216 in Verbindung mit DIN 75400“[8]

## Publikationen (Auswahl)
- Jänchen, I. (2008): Normungsstrategien für Unternehmen – Eine ökonomische Analyse, Beuth-Verlag, Berlin (zugl. Dissertation), ISBN 978-3-410-10639-5
- Hoffmann, K., Jänchen, I., Wirth, K. (2009): Neues Kommunales Haushalts- und Rechnungswesen in Sachsen, Richard Boorberg Verlag, Stuttgart, ISBN 978-3415042827
- Jänchen, I. (2012): Das Sächsische Kommunale Kennzahlensystem - Eine Empfehlung für die sächsischen Städte, Gemeinden und Landkreise, Sachsenlandkurier, Juli 2012, S. 162–171.
- Jänchen, I. (2013): Kommunaler Haushaltsausgleich der sächsischen Kommunen oder Was will uns die doppische Haushaltssatzung sagen?, Meißner Hochschulschriften, Hochschule Meißen (FH) und Fortbildungszentrum, Heft 1/2013, S. 29–45.
- Jänchen, I. (2015): Wie viele Investitionen können sich Kommunen leisten? – Eine empirische Untersuchung sächsischer Kommunen mit doppischer Haushaltssatzung 2014, in: Junkernheinrich, M. et al. (Hrsg.) (2015): Jahrbuch für öffentliche Finanzen 2015, Berliner Wissenschaftsverlag, Berlin, S. 405–420, ISBN 978-3830535300
- Blum, U., Feldmann, B., Jänchen, I., Lubk, C., Schmid, M. (2018): Die Wirtschaftsregion, in: Blum, U. et al. (Hrsg.) (2018): Vade Mecum für Unternehmenskäufe, Springer, Wiesbaden, S. 137–152. doi:10.1007/978-3-658-20755-7_9